# Fuerza Aérea de Sri Lanka
La Fuerza Aérea de Sri Lanka (en inglés: Sri Lanka Air Force; SLAF, en cingalés: ශ්‍රි ලංකා ගුවන් හමුදාව Sri Lanka Guwan Hamudawa) es la fuerza aérea y la más joven de las Fuerzas Armadas de Sri Lanka. Nació en 1951 como Royal Ceylon Air Force (RCyAF) con la ayuda de la Royal Air Force (RAF). La Fuerza Aérea de Sri Lanka tiene un personal de 28.700 personas y opera con más de 165 aeronaves.

## Historia
Aunque Ceylonese había servido en la Royal Air Force (RAF) y el gobierno de Ceylon adoptó la RAF del Escuadrón n.º 102, no se formaron unidades aéreas como parte de la Fuerza de Defensa de Ceylon. El recientemente establecido Dominio de Ceilán, bajo su primer primer ministro, D. S. Senanayake comenzó a establecer sus fuerzas armadas. La necesidad de una fuerza aérea se identificó en su política de defensa y la Ley de la Fuerza Aérea se aprobó en el parlamento en 1951 para establecer una fuerza aérea para la nueva nación.

### Royal Air Force de Ceilán
Como tal, la Real Fuerza Aérea de Ceilán (RCyAF) se formó el 2 de marzo de 1951 con oficiales de la RAF y otro personal adscrito al RCyAF. Ceylonese fue reclutado para el nuevo RCyAF y varios Ceylonese que habían servido con la RAF durante la Segunda Guerra Mundial fueron absorbidos por la fuerza. El objetivo inicial era capacitar a pilotos locales y personal de tierra, la administración temprana y la capacitación fueron realizadas exclusivamente por oficiales de la RAF y otro personal en comisión de servicio. Las primeras aeronaves del RCyAF fueron las ardillas de fuego de Havilland Canada DHC-1, utilizadas como entrenadores básicos para entrenar a los primeros grupos de pilotos a nivel local, mientras que varios cadetes fueron enviados a Royal Air Force College Cranwell. Estos fueron seguidos por Boulton Paul Balliol T.Mk.2s y Airspeed Oxford Mk.1s para entrenamiento avanzado de pilotos y tripulación junto con de Havilland Doves y de Havilland Herons para uso en el transporte, todo proporcionado por los británicos. Para 1955, el RCyAF estaba operando dos escuadrones voladores basados en RAF Negombo. El primer tipo de helicóptero que se agregó al servicio fue el Westland Dragonfly.
Después de que el primer ministro S. W. R. D. Bandaranaike negoció el cierre de las bases aéreas y navales británicas en Ceilán en 1956, el RCyAF se hizo cargo de las antiguas estaciones de la RAF; Katunayake y China Bay se convirtieron en estaciones operativas de RCyAF, mientras que las funciones auxiliares se llevaron a cabo en Diyatalawa y Ekala. La sede de la RAF, Air HQ Ceylon, se disolvió el 1 de noviembre de 1957. Sin embargo, los oficiales de la RAF permanecieron en el RCyAF hasta 1962.
En 1959 se adquirieron aviones a reacción de Havilland Vampire. Sin embargo, el RCyAF no los puso en uso operativo y pronto los reemplazó con cinco Jet Provosts obtenidos de los británicos, que se formaron en el Escuadrón de Chorro. Estos se complementaron en la década de 1960 con varios otros aviones, entre los que destacan los helicópteros American Bell JetRanger y un Hindustan HUL-26 Pushpak otorgado por la India. La fuerza había crecido gradualmente durante sus primeros años, alcanzando a poco más de 1000 oficiales y reclutas en los años sesenta. En 1970 los Provosts estaban almacenados.

### Insurrección de 1971
La Real Fuerza Aérea de Ceilán entró en combate por primera vez en 1971 cuando el JVP marxista lanzó una insurrección en toda la isla el 5 de abril. Las Fuerzas Armadas de Ceilán fueron tomadas por sorpresa; Las estaciones de policía en toda la isla y la base RCyAF en Ekala fueron atacadas en la ola inicial. Respondiendo rápidamente, el RCyAF desplegó su aeronave limitada, al principio para reabastecer a las estaciones de policía asediadas y los puestos militares y patrullar alrededor de las principales ciudades. Los Jet Provosts se retiraron del almacén y se pusieron en servicio en un plazo de tres días, realizando ataques contra insurgentes. Durante esta insurgencia, el gobierno de Bandaranaike, de izquierda, se dirigió a la Unión Soviética en busca de armamento más sofisticado y recibió cinco Mikoyan-Gurevich MiG-17F y un entrenador MiG-15 UTI, así como dos helicópteros Kamov Ka-26 destinados a la búsqueda y rescate y evacuación de víctimas. Los transportes pesados de la RAF también volaron en seis helicópteros Bell 47G comprados a los Estados Unidos, que fueron puestos en combate tan pronto como fue posible después de solo cinco días de entrenamiento de pilotos. El personal de la Fuerza Aérea se unió a operaciones terrestres, y cuando los insurgentes se rindieron después de aproximadamente un mes de lucha, el RCyAF estaba a cargo de tres de los muchos campamentos de rehabilitación establecidos para insurgentes.

### Fuerza Aérea de Sri Lanka
Con Ceilán convirtiéndose en una república en 1972, la Real Fuerza Aérea de Ceilán cambió su nombre a la Fuerza Aérea de Sri Lanka con todas sus insignias. Debido a la escasez de fondos para gastos militares a raíz de la insurrección de 1971, el Escuadrón de Helicópteros No. 4 comenzó a operar servicios de transporte comercial para turistas extranjeros bajo el nombre de Helitours. El 31 de marzo de 1976, el SLAF fue galardonado con el Color del Presidente. Ese mismo año se establecieron destacamentos de la SLAF, que luego se convirtieron en estaciones de la SLAF, en Wirawila, Vavuniya y Minneriya.
Con el cierre de Air Ceylon en 1978, su avión de transporte Hawker Siddeley HS 748 fue asumido por el SLAF. A principios de la década de 1980, los Provosts y todos los aviones soviéticos habían sido retirados del servicio activo y almacenados a largo plazo, dejando a la fuerza aérea sin ninguna capacidad de caza/bombardero.

### Guerra civil de Sri Lanka
El rápido crecimiento comenzó a mediados de la década de 1980, cuando la guerra civil de Sri Lanka contra los separatistas tamiles llevó al servicio a un importante papel de seguridad a largo plazo. En 1982, los SLAF reactivaron los aeródromos en Batticaloa, Anuradhapura, Koggala y Sigiriya que habían estado en desuso desde la Segunda Guerra Mundial, y más tarde se convirtieron en Estaciones de SLAF. Durante la Primera Guerra Eelam entre 1983 y 1987, la fuerza creció en casi un 50 por ciento. En 1987, la fuerza aérea tenía una fuerza total de 3.700 efectivos, incluidas las reservas activas.
Al igual que en los otros servicios, la escasez de piezas de repuesto afectó los esfuerzos de mantenimiento, lo que obligó al servicio a enviar una cantidad de aeronaves a Singapur y otros lugares para reparaciones. Después de la compra de equipo de Canadá en 1986, la fuerza aérea adquirió la capacidad de realizar reparaciones estructurales en su flota de helicópteros Bell, varios de los cuales habían sido dañados en operaciones contra los separatistas tamiles. El mantenimiento del equipo electrónico se realizó en la estación de comunicaciones de Ekala, en el norte del distrito de Colombo.
Después de los disturbios de 1983, el gobierno trabajó rápidamente para expandir el inventario de SLAF, confiando en gran medida en fuentes en Italia, Gran Bretaña y los Estados Unidos. Debido a las restricciones presupuestarias ajustadas, la SLAF se vio obligada a reajustar una serie de aeronaves que no eran de combate para uso militar en operaciones de lucha contra el terrorismo contra los Tigres de Liberación del Eelam Tamil (LTTE). Desde 1983 hasta 1985, la Fuerza Aérea adquirió 11 helicópteros Bell 212, cuatro helicópteros Bell 412, tres SIAI Marchetti SF.260, dos Cessna 337, un Hawker Siddeley HS 748 y dos Beechcraft Super King Airs. En 1985, se agregaron nueve Bell 212 más a la flota, junto con cuatro Bell 412. Los 412, junto con el avión SIAI Marchetti SF.260, mejoraron las capacidades de ataque del SLAF. En el centro de los esfuerzos de seguridad del gobierno se encontraban seis turbopropulsores SIAI Marchetti SF.260TP que se usaron para ataques con cohetes y bombardeos. Además, la fuerza aérea, con la ayuda de Heli Orient de Singapur, equipó doce helicópteros Bell 212 y Bell 412 para servir como vehículos de combate y como vehículos de transporte para operaciones de asalto de comando altamente exitosas. La fuerza aérea tenía una flota de aproximadamente ochenta aviones, de los cuales se informó que sesenta y cuatro estaban operativos a principios de 1988.
Según informes, las fuerzas gubernamentales también utilizaron helicópteros en misiones de bombardeo. Una pequeña flota de aviones de transporte turbohélice Harbin Y-12 proporcionó una capacidad de bombardeo más efectiva. Estos estaban equipados con bastidores de bombas que habían sido equipados para transportar hasta 1000 kilogramos de fragmentación y bombas antipersonal. Las funciones de transporte, entrenamiento y topografía fueron realizadas por una variedad de aeronaves Cessna y de Havilland. En 1987, durante la Operación Vadamarachchi, la fuerza aérea reunió un HS 748, dos Y-12 y uno de Havilland Heron, todos configurados como bombarderos improvisados. En 1987, la fuerza aérea adquirió algunos Shaanxi Y-8 y luego los usaría para bombardeos, hasta 1992 cuando un Y-8 se estrelló durante una misión de bombardeo, cuando todos los bombardeos con aviones de transporte fueron detenidos.
El 3 de septiembre de 1987 se formó un ala de mujeres y se ubicó en Colombo. El primer CO fue Air Cdre D.S.G. Vithana. El Ala de Mujeres se creó para mantener y actualizar todos los registros de mujeres oficiales y aeronáuticas, preparar calendarios promocionales, evaluaciones anuales, expedir documentos de identidad, etc.
Para aumentar su capacidad de ataque, en 1991 la SLAF adquirió cuatro Chengdu F-7 Skybolts, tres FT-7 y dos Shenyang J-5 de China. Más tarde, en 1993, el primero de los tres transportes de helicópteros Mil Mi-17 se adquirió junto con cuatro FMA IA 58 Pucarás para el ataque a tierra. Estos demostraron ser efectivos, pero tres de los Pucarás se perdieron, dos en misiles tierra-aire lanzados por los LTTE. El único Pucará restante fue retirado en 1999 debido a la falta de piezas de repuesto. En 1995 se adquirieron helicópteros militares Mil-24 para apoyo aéreo cercano para el ejército y, para el año 2001, se agregaron a la flota helicópteros militares Mil-35.
En 1996, la SLAF adquirió siete IAI Kfir (seis C.2s y un TC.2) de Israel y otras nueve de estas aeronaves se agregaron al inventario para 2005. Esto incluía cuatro C.2s y cuatro C.7s en 2001 Actualmente, el SLAF opera dos C.7s, ocho C.2s y dos TC.2s. El SLAF utilizó estos Kfirs para lanzar ataques contra objetivos separatistas tamiles en áreas controladas por los rebeldes de la isla.
En el año 2000 se adquirieron nuevos aviones; además de la adición de Kfir C.7 y Mi-35, estos incluyeron seis aviones Mikoyan MiG-27 dedicados a ataques en tierra (obtenidos debido a la falta de aviones de ataque en tierra especializados desde el retiro de Pucarás), un Mikoyan-Gurevich MiG-23UB Entrenador y dos Lockheed C-130 Hercules para transporte pesado. Pronto se compraron seis entrenadores K-8 Karakorum de China, creando el Escuadrón n.º 14 para entrenar pilotos para la flota de aviones recién expandida.
El 24 de julio de 2001, trece aviones, entre ellos dos aviones de combate Kfir, un helicóptero de combate Mi-24 y un avión de combate MiG-27, fueron destruidos en el ataque del LTTE en la base aérea de Katmandayake de SLAF, parte del Aeropuerto Internacional de Bandaranaike, 35 km al norte de Colombo. Tres aviones de entrenamiento militar y cinco aviones civiles también se encontraban entre los aviones destruidos. Muchos de estos aviones fueron reemplazados más tarde. El aeropuerto internacional de Sri Lanka ha permanecido en alerta por una repetición del ataque de 2001, con severas restricciones en el número de personas permitidas en los edificios de la terminal. Se construyeron enormes muros alrededor de las terminales y las torres de control para evitar el impacto de los ataques con coche bomba, y muchos centinelas se colocaron a lo largo de las carreteras de acceso a la instalación. Todos los aeropuertos, incluido el aeropuerto internacional, están fuertemente protegidos por miembros del Regimiento SLAF. En 2006, se compraron cuatro MiG-27 de Ucrania para reemplazar dos perdidos en accidentes y el perdido en el ataque al aeropuerto.
Desde el inicio de la guerra civil, el SLAF utilizó su avión de combate en un papel de ataque terrestre para atacar objetivos de los LTTE en las áreas controladas por los LTTE en el norte y el este de la isla. Tras la confirmación de que el LTTE estaba utilizando varios aviones ligeros en 2006, el SLAF amplió sus capacidades de defensa aérea que habían sido descuidadas durante años. Se estableció una amplia red de radares de defensa aérea y se fortaleció la defensa aérea en tierra. La intercepción aerotransportada de las aeronaves ligeras LTTE se desarrolló utilizando aeronaves tanto de ala fija como de ala rotatoria hasta que se adquirieron interceptores específicos. Durante el período 2007-2009, los LTTE lanzaron varios ataques con aviones ligeros en Colombo, SLAF Katunayake y varios otros lugares con daños superficiales. En las primeras horas del 22 de octubre de 2007, un ataque por tierra del LTTE en el SLAF Anuradhapura en Saliyapura, que fue apoyado brevemente por su ala aérea, causó la destrucción de ocho aviones y varios otros resultaron dañados. El ataque solo afectó al elemento de entrenamiento del SLAF. A principios de 2008, la fuerza aérea recibió seis F-7G, estos se utilizan principalmente como interceptores y se adjuntan al No. 5 Jet Squadron.
En octubre de 2008, la fuerza aérea reclamó su primera muerte aire-aire, cuando informó que uno de sus interceptores Chengdu F-7G derribó un Zlín Z 43 del ala aérea LTTE cuando intentó atacar una base militar en Vavuniya. En las últimas etapas de la guerra civil, el SLAF realizó su mayor número de incursiones que proporcionaron apoyo aéreo cercano de las fuerzas navales y terrestres y llevaron a cabo bombardeos puntuales en objetivos identificados. Movió muchas de sus unidades, incluidos los aviones de combate, a las bases aéreas avanzadas para aumentar el número de salidas.

### Posguerra
Tras el final de la guerra civil, el número de salidas realizadas se redujo. La fuerza aérea comenzó a utilizar sus aviones de transporte de ala fija y de ala giratoria para el transporte civil mediante la reforma de la línea aérea nacional civil Helitours. También comenzó a realizar vuelos y despliegues internacionales como parte de la operación humanitaria y de mantenimiento de la paz de la ONU.
En 2014, la SLAF desplegó un contingente de tres helicópteros Mi-17 con personal de apoyo y equipo designado como el vuelo en helicóptero No. 62 a la Misión de las Naciones Unidas en la República Centroafricana y Chad, que consta de 122 personas. Esto fue seguido por un segundo contingente de tres helicópteros Mi-17 y 81 personales a la Misión de las Naciones Unidas en Sudán del Sur.
En diciembre de 2014, un C-130 de la SLAF del escuadrón de transporte pesado N.º 2 realizó una operación humanitaria especial que transportaba repuestos y accesorios esenciales para la reparación de la instalación de desalinización en Male, Singapur. La avería de la instalación de desalinización provocó una escasez desesperada de agua potable en Male y el equipo para la reparación no se pudo transportar en vuelos comerciales, lo que provocó que el gobierno de Maldivas solicitara ayuda del gobierno de Sri Lanka. En abril de 2015, tras el terremoto en Nepal, el gobierno de Sri Lanka respondió desplegando contingentes de socorro de los servicios armados, incluidos equipos de la fuerza aérea. Estos equipos fueron trasladados en avión a Nepal por un C-130 del SLAF del Escuadrón de Transporte Pesado No. 2, al que siguieron otros vuelos que llevaban suministros de ayuda. Esta fue la primera vez que un avión del SLAF se desplegó en una misión de rescate en un país extranjero. Esto fue seguido por otro vuelo humanitario a Pakistán después de los terremotos. En 2016,un C-130 del SLAF Hércules realizó misiones de reabastecimiento a sus destacamentos con base en la República Centroafricana y Sudán del Sur.
En los años que siguieron a la guerra, el SLAF comenzó un programa de actualización de su flota aérea y en busca de reemplazos para aviones envejecidos. En 2011, se compraron dos aviones de transporte de pasajeros Xian MA60 para los Helitours operados por la fuerza aérea y se compraron otros dos Bell 412 además de los ocho que ya están en servicio. Además, se comprarán a Rusia 14 helicópteros Mi-171. Ese mismo año, conectó a tierra su Kfir del escuadrón de caza N.º 10 luego de una colisión en el aire que resultó en la pérdida de dos Kfir. El 13 de febrero de 2012, un MiG-27 se estrelló mientras se encontraba en una misión de entrenamiento, el piloto fue expulsado. El 12 de diciembre de 2014, un Antonov An-32 del escuadrón de transporte pesado N.º 2 se estrelló durante un vuelo de rutina.
Para 2009, SLAF operó tres FT-7, tres F-7BS, seis F-7G, dos Kfir TC.2, dos Kfir C.7, ocho Kfir C.2, siete MiG-27 y un entrenador de MiG-23UB. Para 2017, los Migs y los Kfirs se retiraron ya que solo uno de los siete Kfir disponibles (originalmente se adquirieron quince) era útil y los siete aviones Mig23 / 27 supervivientes no estaban operativos. Recientemente, se observó que dos J7GS estaban operativos durante el 66 ° aniversario de la Fuerza Aérea de Sri Lanka en marzo de 2017. Un solo J7GS y J7BS se revisaron recientemente en China, y CATIC y la fuerza aérea, además, revisaron un FT7 y otro J7GS en el recientemente inaugurado Instalación de reacondicionamiento SLAF. El ala de revisión de la aeronave se abrió como parte de una empresa conjunta entre la fuerza aérea y CATIC con un plan para revisar todas las aeronaves F7 en servicio. En 2017, la fuerza aérea se desplegó en vigor para ayudar a las autoridades civiles durante las inundaciones de 2017 en Sri Lanka. Para llevar a cabo las operaciones de búsqueda y rescate, la fuerza aérea desplegó siete helicópteros Mi-17, tres helicópteros Bell-212 y uno helicópteros Bell-412. Durante las operaciones de socorro, uno de los Mi-17 de la fuerza aérea se estrelló sin ninguna baja. En diciembre de 2017, Janes informó que el gobierno de Sri Lanka estaba en conversaciones con IAI para la actualización y el regreso al servicio de cinco de los aviones Kfir con conexión a tierra. Mientras tanto, un solo Kfir C2 y un solo Kfir C7 se han conservado para su visualización. En el 2018 de mayo, seis aviones de entrenamiento PT-6 completamente nuevos fueron aceptados por el SLAF de AVIC Hongdu en Nanchang, China. Estos aviones serán utilizados por la Ala de entrenamiento de vuelo No 1 en la Academia SLAF.

## Aeronaves
| IAI Kfir                                | IAI Kfir |
| --------------------------------------- | --- |
| Kfir en exhibición, 3 de marzo de 2011. | \| Misión: \| Defensa aérea y ataque a superficie \| \| Versiones: \| Kfir C.2 \| \| Aeronaves en servicio: \| 9 \| |
| Misión:                                 | Defensa aérea y ataque a superficie                                                                                 |
| Versiones:                              | Kfir C.2 |
| Aeronaves en servicio:                  | 9 |

| Chengdu J-7                            | Chengdu J-7                                                                                  |
| -------------------------------------- | -------------------------------------------------------------------------------------------- |
| J-7 en exhibición, 3 de marzo de 2011. | \| Misión: \| Caza \| \| Versiones: \| F-7/GS/BS y FT-7 \| \| Aeronaves en servicio: \| 7 \| |
| Misión:                                | Caza                                                                                         |
| Versiones:                             | F-7/GS/BS y FT-7                                                                             |
| Aeronaves en servicio:                 | 7                                                                                            |

## Futuro equipo

### Futuro caza multi-rol
Desde 2007, la Fuerza Aérea de Sri Lanka ha planeado aumentar su capacidad de interceptor con la adquisición de Mikoyan MiG-29 de Rusia. También de acuerdo con la edición de junio de 2009 de Airforces Monthly, el envejecimiento de Kfir también puede retirarse en el futuro con el cierre de las operaciones de combate. El reemplazo favorito será el MiG-29, a pesar de los rumores, ninguno ha sido incluido en la fuerza aérea. Sin embargo, con el final de la guerra civil, el SLAF ha cambiado sus prioridades y ha establecido un objetivo a largo plazo de modernizar sus aviones y desarrollar su capacidad de defensa aérea. Ha habido reclamos de que SLAF estaba buscando un reemplazo para sus Kfirs y MiG-27.
En 2013, Pakistán ofreció el avión Chengdu/PAC JF-17 Thunder a varios países, incluido Sri Lanka. En julio de 2018 se informó que Sri Lanka finalmente rechazó el JF-17 de Pakistán para su fuerza aérea.
La India ofreció también al SLAF, su nuevo caza de fabricación nacional, HAL Tejas, a raíz de este ofrecimiento, la India ha ofrecido también más equipos a Sri Lanka en caso de aceptar la oferta, lo que daría paso a una estrecha cooperación entre ambas naciones.
A mediados de 2016, el gobierno de Sri Lanka dio luz verde a un programa para obtener aviones de combate multiusos. El programa, que incluye la adquisición de entre 8 y 12 aviones, se llevará a cabo mediante un acuerdo básico entre el gobierno y el gobierno. En diciembre de 2016, el primer ministro de Sri Lanka, Ranil Wickramasinghe, dijo que Sri Lanka recibió ofertas de China, India, Suecia y Rusia y que todavía están en progreso para tomar la decisión final.

### Reconocimientos y patrullas
También espera expandir sus patrullas marítimas con aeronaves de largo alcance adecuadas para este propósito, y restablecer el Escuadrón Marítimo No. 3, con este fin está buscando la adquisición de una aeronave dedicada a la patrulla marítima, con atención dada la posibilidad de adquirir El Lockheed P-3 Orion con ayuda de Japón. Ha desarrollado su propio programa de I + D para desarrollar UAV. En 2018, ha planeado comprar nuevos UAV a un costo de Rs 6.2 mil millones. India está buscando transferir un solo avión de reconocimiento Do 228.

### Transportes
El SLAF ha estado considerando aumentar su flota de transportes en helicóptero con nuevas compras de 10-14 Mi-171SH, 2 Bell 412 y 2 Bell 206. Estos están destinados a entrenamiento de vuelo, transporte vip y despliegues en el extranjero para operaciones de mantenimiento de la paz de la ONU.